# Amy Macdonald
Amy Elizabeth Macdonald (IPA: [ˈeɪmi ɪˈlɪzəbəθ məkˈdɒnəld]; Bishopbriggs, 25 agosto 1987) è una cantautrice britannica.
Scozzese di Glasgow, si fece conoscere dal pubblico internazionale nel 2008 grazie al singolo This Is the Life, tratto dall'omonimo album in studio d'esordio.
Nella sua carriera ha pubblicato cinque album e un greatest hits, e venduto oltre 12 milioni di dischi in tutto il mondo.

## Biografia

### Gli esordi
Nativa di Bishopsbriggs, sobborgo di Glasgow, Amy Macdonald iniziò a usare la chitarra a dodici anni ispirata dall'abilità di cantautore di Francis Healy, frontman dei Travis; autodidatta, seguì i tutorial di How to Play A Guitar su Internet.
A quindici anni, dopo un incontro a scuola con una music-community chiamata Impact Arts e composta da musicisti locali, fu spinta a esibirsi in spettacoli dell'area di Glasgow organizzati dalla stessa comunità e nei quali, oltre alle proprie composizioni, suonò anche cover come Everybody Hurts dei R.E.M. e una versione lenta di Mad World dei Tears for Fears.
Grazie a questi spettacoli, Macdonald ottenne la possibilità di esibirsi in coffeehouse della Starbucks a Glasgow ed Edimburgo e, col successo ottenuto, fu invitata a seguire in un mini-tour scozzese proprio i Travis (seguiti nello stesso periodo anche da Paolo Nutini), partecipando anche a festival musicali come Glastonbury Festival, Hard Rock Calling, V Festival e T in the Park, che aveva tanto sognato da ragazzina.

### Il successo conThis Is the Life

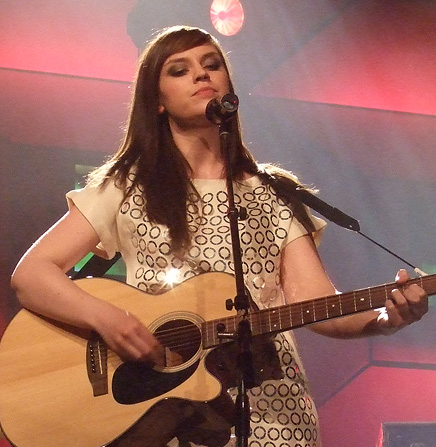
Amy Macdonald nel 2008 agli Amadeus Awards

Grazie a queste partecipazioni si assicurò un accordo con la Vertigo Records, già parte dell'Universal Music Group e casa discografica dei The Killers e dei Razorlight, e pubblicò i primi due singoli, Poison Prince, il 7 maggio 2007, una canzone sulla tormentata vita di Pete Doherty, inizialmente pubblicata in edizione limitata solo online, e Mr Rock & Roll, che la portò tra le prime venti posizioni della classifica dei singoli del Regno Unito.  Pubblicò anche una versione live della canzone Mr. Brightside dei The Killers registrata al King Tut a Glasgow.
Il suo album di debutto, This Is the Life, è stato pubblicato il 30 luglio 2007 e ha raggiunto la seconda posizione nella classifica album della Gran Bretagna nella prima settimana di vendite. Il disco ha poi raggiunto la vetta della classifica alcuni mesi più tardi, nel gennaio del 2008, grazie al successo del singolo This Is the Life, uscito in quel periodo. L'album, così come il singolo omonimo, hanno riscosso un ottimo successo anche in diversi paesi europei, raggiungendo le prime posizioni di diversi paesi come Svizzera, Paesi Bassi e Danimarca. In Europa e negli Stati Uniti d'America il suo disco è stato lanciato nell'autunno del 2008.
Oltre a questi, dall'album sono stati estratti altri due singoli, L.A. e Run, che hanno però riscontrato minor successo. Dal 24 maggio 2007 ha iniziato un tour che l'ha portata a esibirsi in molte città del Regno Unito e in molti grandi centri nord-europei.

### A Curious Thing

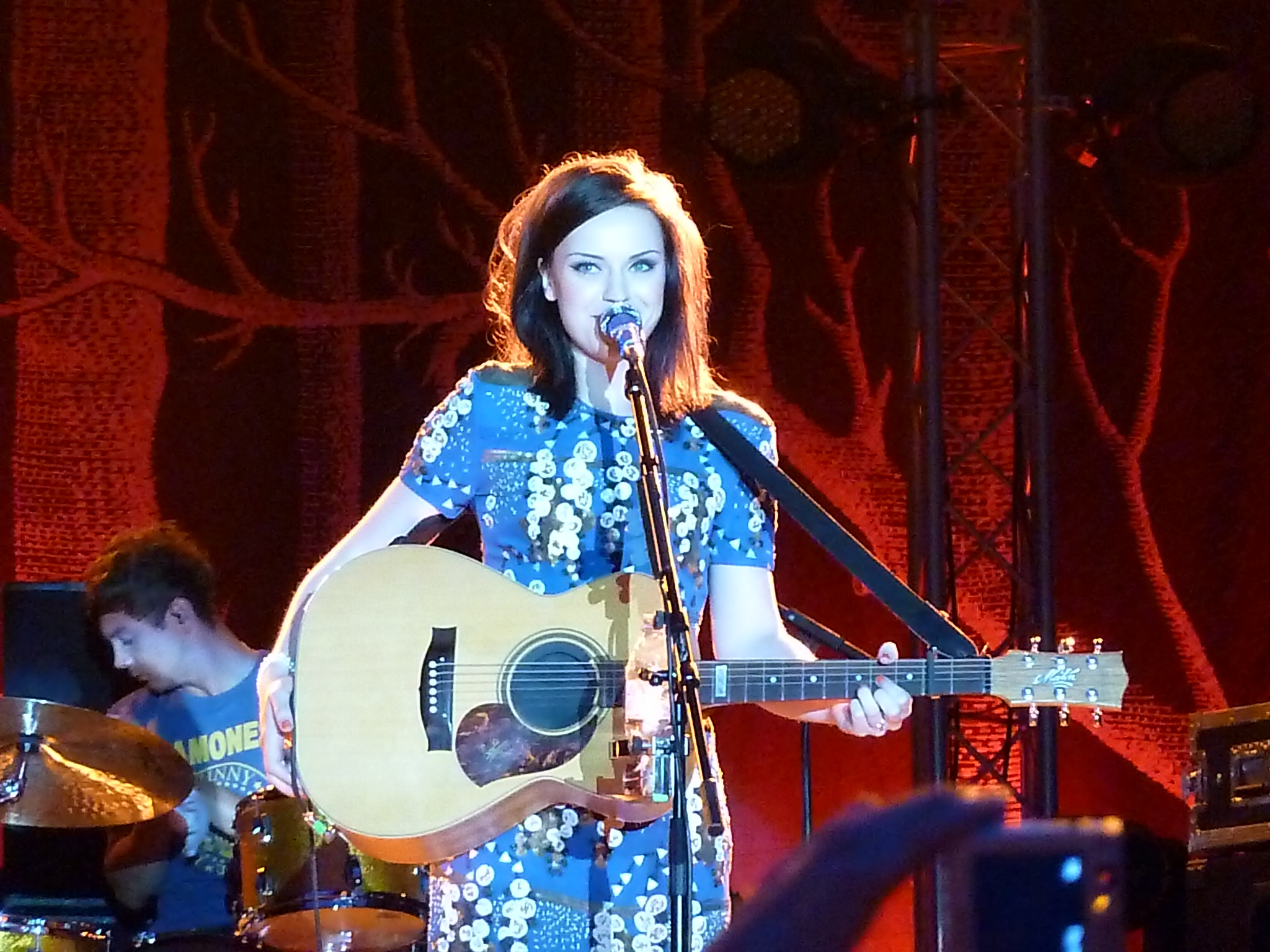
Amy Macdonald nel 2011 all'I EM Music di Emmendingen

Nei primi mesi del 2010 è stato diffuso, in radio e nei negozi, il singolo Don't Tell Me That It's Over, che ha riscontrato un buon successo in diversi paesi.
Il singolo ha anticipato la pubblicazione del secondo disco della cantautrice, A Curious Thing, pubblicato per l'etichetta discografica Mercury nel mese di marzo, che ha raggiunto il primo posto delle classifiche di vendita in Germania, Austria e Svizzera e il secondo posto nei Paesi Bassi, Belgio e Grecia. In Inghilterra si è invece piazzato al quarto posto. Come era successo con il primo album, i vari singoli pubblicati dopo il primo (Spark, This Pretty Face, Love Love e Your Time Will Come) non hanno riscosso un grande successo e sono usciti ben presto dalle stazioni radiofoniche. Successivamente la cantante ha intrapreso un tour, denominato Love Love UK Tour, che l'ha portata nelle principali città del Regno Unito, tra cui Manchester, Glasgow, Newcastle, Londra e Cambridge.

### Life in a Beautiful LighteUnder Stars

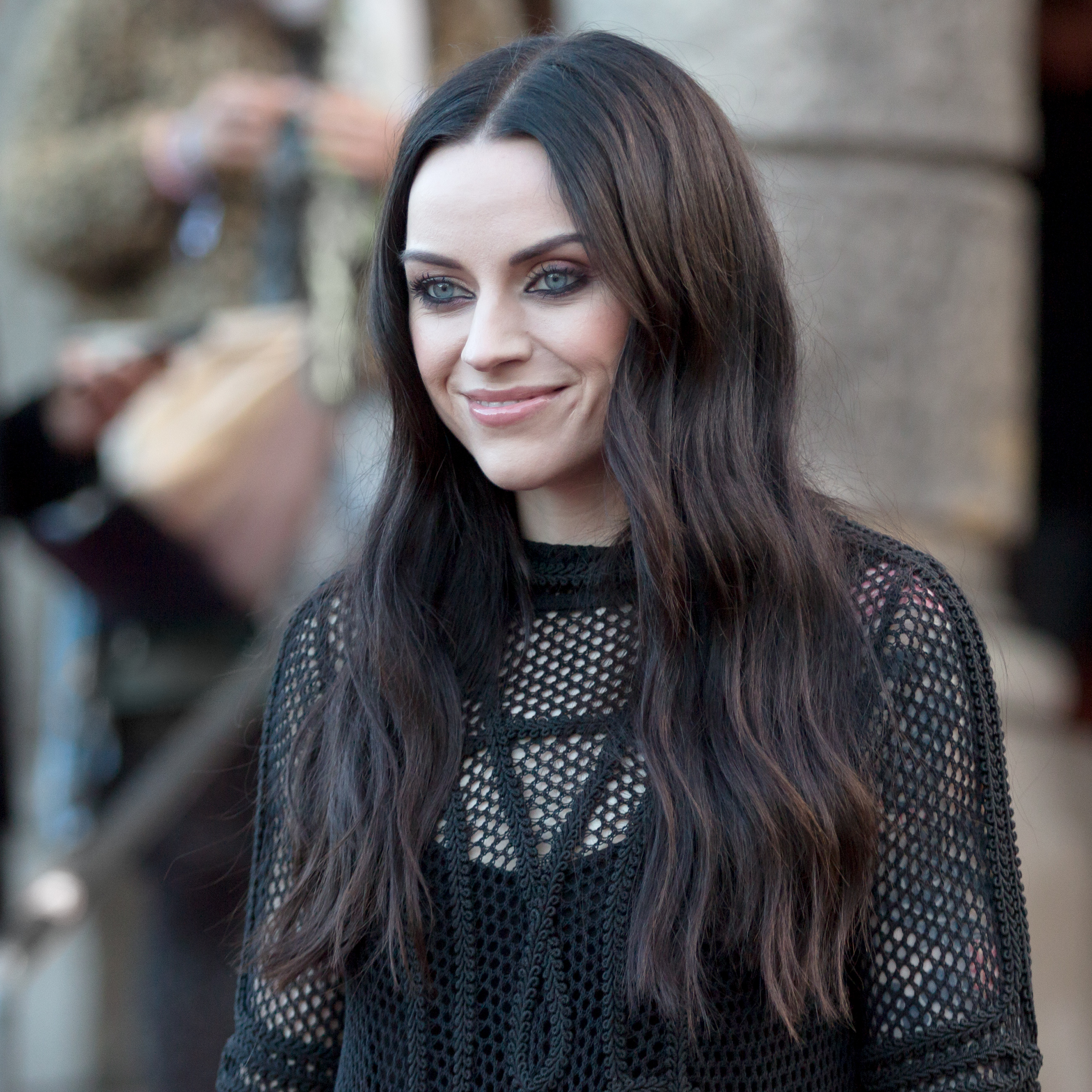
Amy Macdonald agli Amadeus Austrian Music Awards 2017

Nel 2011 la cantante aveva annunciato di essersi messa all'opera nella scrittura di nuovi brani da inserire nel prossimo lavoro, con data d'uscita da destinarsi. Nei primi mesi del 2012 Amy ha comunicato ufficialmente sul suo sito web l'uscita del primo singolo del nuovo album, Slow It Down. L'uscita del terzo album, Life in a Beautiful Light, avviene l'11 giugno dello stesso anno.
Dopo 5 anni dall'ultimo album, il 6 gennaio 2017, la cantautrice scozzese pubblica il nuovo singolo Dream On e successivamente l'album intitolato Under Stars il 17 febbraio. Ottiene un discreto successo venendo premiata con un disco d'Oro. Su YouTube vengono pubblicati i video di Automatic e Down By The Water.

### Woman Of The WorldeThe Human Demands
Nel 2018 MacDonald pubblica la sua prima compilation, Woman Of The World (The Best Of 2007-2018), che include tutti i suoi precedenti singoli e l'inedito Woman Of The World.
Il 28 agosto 2020 pubblica il singolo The Hudson che anticipa il suo quinto album, The Human Demands, uscito il 30 ottobre 2020.

## Stile e influenze
La voce di Amy MacDonald viene classificata come contralto. L'artista cita Travis, The Killers e Rammstein come sue principali influenze.

## Vita privata
Dal 2018 Amy Macdonald è sposata con il calciatore scozzese Richard Foster. Si è dichiarata simpatizzante dei Rangers.

## Discografia

### Album
- 2007 – This Is the Life
- 2010 – A Curious Thing
- 2012 – Life in a Beautiful Light
- 2017 – Under Stars
- 2020 – The Human Demands

### Raccolte
- 2018 – Woman of the World (The Best of 2007-2018)

### Album dal vivo
- 2007 – Live from Glasgow
- 2010 – iTunes Festival: London 2010
- 2011 – Love Love UK & European Arena Tour LIVE 2010
- 2017 – Under Stars (Live in Berlin)

### Singoli
- 2007 – Poison Prince
- 2007 – Mr Rock & Roll
- 2007 – L.A.
- 2007 – This Is the Life
- 2008 – Run
- 2010 – Don't Tell Me That It's Over
- 2010 – Spark
- 2010 – This Pretty Face
- 2010 – Love Love
- 2011 – Your Time Will Come
- 2012 – Slow It Down
- 2012 – Pride
- 2012 – 4th of July
- 2017 – Dream On
- 2017 – Automatic
- 2017 – Down by the Water
- 2017 – This Christmas Day
- 2018 – Woman of the World
- 2019 – This Time's Everything
- 2020 – The Hudson
- 2020 – Crazy Shade of Blue
- 2020 – Fire
- 2025 – Is This What You've Been Waiting For?